# Oát Ly Bất
Hoàn Nhan Tông Vọng (giản thể: 完颜宗望; phồn thể: 完顏宗望; bính âm: Wányán Zōngwàng, ? - 1127), tên Nữ Chân là Oát Lỗ Bổ (斡鲁补) hay Oát Ly Bất (斡离不), tướng lĩnh, hoàng tử, khai quốc công thần nhà Kim trong lịch sử Trung Quốc.

## Sự nghiệp

### Diệt Liêu
Ông là con trai thứ hai của Kim Thái Tổ, thường theo cha chinh chiến, luôn được ở bên cạnh.
Tháng 12 năm Thiên Phụ thứ 5 (1121), Kim Thái Tổ lấy Hoàn Nhan Cảo làm Đô thống nội ngoại chư quân, lấy Tông Hàn, Tông Vọng làm phó, lần thứ 2 cất đại quân phạt Liêu. Năm sau, chiếm được Trung Kinh của Liêu, Tông Hàn dò biết Liêu Thiên Tộ đế ở Uyên Ương Bạc, gọi đại quân đến đánh. Tông Vọng theo Hoàn Nhan Cảo soái quân ra Thanh Lĩnh, Liêu Thiên Tộ đế trốn vào Âm Sơn, chưa thể đuổi kịp. Khi ấy Tần, Tấn quốc vương Niết Lý nhà Liêu ở Yên Kinh  xưng đế, những vùng đất mới chiếm thì lòng dân chưa phục, mà tàn dư của Liêu vẫn còn mạnh, Tông Vọng trở về kinh mời Kim Thái Tổ thân chinh.
Tháng 6, Kim Thái Tổ biết được Liêu Thiên Tộ đế ở Đại Ngư Bạc, tự soái 1 vạn tinh binh đi tập kích. Đế lấy Bồ Gia Nô, Tông Vọng làm tiên phong, lãnh 4000 binh, đem ngày hành quân, đến Thạch Liễn dịch  thì đuổi kịp Liêu Thiên Tộ đế. Lúc này quân Kim có không đến ngàn người, lại mệt mỏi không chịu nổi, còn quân Liêu có 2.5 vạn người. Các tướng Kim đều cho rằng không thể đánh, Tông Vọng e rằng Liêu đế sẽ chạy thoát, nên quyết định tấn công. Liêu Thiên Tộ đế nghĩ quân Kim ắt thua, nên cùng phi tần ở trên đồi cao xem trận, hàng tướng Liêu là Da Luật Dư Đổ trông thấy, đưa quân Kim lên tập kích. Liêu đế hoảng sợ, lập tức bỏ chạy, khiến cho quân Liêu tan rã thất bại. Tông Vọng đưa quân truy kích, nhưng Liêu đế đã chạy thoát.
Sau khi hạ được Yên Kinh, Kim Thái Tổ lấy Oát Lỗ làm Đô thống, Tông Vọng làm phó, lãnh quân tiếp tục truy kích Liêu Thiên Tộ đế trong khoảng Âm Sơn, Thanh Trủng (mộ của Vương Chiêu Quân ). Tông Vọng chia đường tập kích Thanh Trủng, dùng thừng dắt Da Luật Đại Thạch làm hướng đạo, đến thẳng doanh trại của Liêu đế, bắt được phi tần và các con của ông ta. Liêu đế khi ấy đang ở Ứng Châu nên được thoát, nghe tin tộc thuộc bị bắt, bèn đưa 5000 quân từ Kim Thành đến cùng Tông Vọng quyết chiến, lại bị ông đánh bại.
Liêu đế sai sứ dâng Kim ấn xin hàng, Tông Vọng nhận, xem kỹ lại là "Nguyên soái Yên quốc vương chi ấn". Ông tiếp tục gởi thư dụ hàng, dẫn chứng việc họ Thạch nhà Hậu Tấn năm xưa. Đồng thời gởi thư đến Tây Hạ, kết làm hữu hảo, bởi lo bọn họ muốn cứu Liêu. Tông Vọng đến Thiên Đức quân, Da Luật Thận Tư của Liêu đầu hàng. Sau đó vì có nhiều lời đồn Tây Hạ đã đón Liêu đế vượt Đại Hà, ông bèn truyền hịch răn đe. Trong thời gian này, tộc thuộc của Liêu đế được đưa về chỗ Kim Thái Tổ. Đế ban Thục quốc công chúa Dư Lý Diễn của Liêu cho Tông Vọng để thưởng công.
Năm Thiên Hội thứ 2 (1124), nhà Liêu diệt vong.

### Diệt Bắc Tống

#### Đánh Tống lần thứ nhất
Năm Thiên Phụ thứ 7 (1123), tướng Liêu đã hàng là Trương Giác chiếm giữ Nam Kinh (nhà Kim đổi từ tên cũ là Bình Châu ) làm phản, đánh bại tướng Kim là Đồ Mẫu. Tháng 9, Kim Thái Tông đổi niên hiệu là Thiên Hội. Tháng 10, Kim Thái Tông mệnh Tông Vọng chỉ huy tác chiến, tiếp tục dùng Đồ Mẫu chinh thảo, Trương Giác thua chạy vào nước Tống. Tướng giữ Nam Kinh là Trương Đôn Cố đầu hàng Tông Vọng (sau đó Đôn Cố bị giết).
Tháng 8 năm Thiên Hội thứ 3 (1125), mượn sự kiện Trương Giác, Tông Vọng, Tông Hàn xin đánh Tống. Tháng 10, Kim Thái Tông hạ chiếu phạt Tống, Tông Vọng thống lãnh Hữu lộ đại quân, từ Nam Kinh xuất phát, tấn công phủ Yên Sơn (nhà Tống đổi từ tên cũ Yên Kinh). Quân Kim đến Tam Hà , đại phá quân Tống ở Bạch Hà  và Cổ Bắc Khẩu , tướng Tống là Quách Dược Sư soái Thường Thắng quân dưới quyền xin hàng. Không lâu sau quân Kim đánh bại 3 vạn viện quân Tống từ Trung Sơn  phái đến. Tông Vọng từ chỗ Quách Dược Sư nắm được tình hình của Tống, liên tiếp đánh phá các trọng trấn là phủ Chân Định , phủ Tín Đức .
Tháng giêng năm thứ 4 (1126), ông soái quân vượt Hoàng Hà, chiếm Hoạt Châu, tiến vây đô thành Biện Kinh. Tống Khâm Tông sai sứ cầu hòa, xin cắt 3 trấn cho Kim, dâng thư theo lễ xưng cháu gọi bác, lấy Khang vương Triệu Cấu, Thái tể Trương Bang Xương làm con tin.
Tháng 2, Tông Vọng lui quân về Mạnh Dương. Tướng Tống Diêu Bình Trọng đưa 40 vạn quân đến tập kích, bị Tông Vọng đánh bại. Tống Khâm Tông sợ quá, sai sứ đến doanh trại quân Kim giãi bày rằng việc này Tống triều không liên quan, Tông Vọng bèn lui quân về Yên Kinh.
Đến Yên Kinh, Tông Vọng giải tán Thường Thắng quân của Quách Dược Sư. Đây vốn là quân đội của nước Liêu, quy hàng nhà Tống, rồi lại bỏ Tống hàng Kim. Tông Vọng thấy họ phản phúc vô thường, bèn cho về làm ruộng, an trí ở các nơi An Túc quân , Hùng Châu , Bá Châu , Quảng Tín quân . Đối với những người không an phận về vườn, thì mượn danh nghĩa kiểm đếm khí giới mà giám sát chặt chẽ. Tháng 6, nhờ công phạt Tống, được nhiệm chức Hữu phó nguyên soái.

#### Đánh Tống lần thứ hai
Nhà Kim sai Tiêu Trọng Cung, Da Luật Dư Đổ đi sứ, Tống Khâm Tông thấy họ là quý tộc của Liêu, nên tìm cách lung lạc. Bọn Trọng Cung, Dư Đổ quay về tố cáo mọi việc, Tông Vọng dựa vào cớ này xin đánh Tống. Tháng 8, Kim Thái Tông lần nữa hạ chiếu phạt Tống. Tông Vọng ở Bảo Châu  hội chư tướng, mệnh cho bọn họ chia nhau đánh chiếm các châu huyện trong địa giới Hà Bắc của Tống là Hùng Châu, Trung Sơn, Quảng Tín quân, Tỉnh Hình  rồi chiếm nốt Thiên Uy quân (quân thủ là Tỉnh Hình).
Tháng 10, quân Đông lộ do Tông Vọng chỉ huy đến Thiên Định quân , cùng các tướng lĩnh của Tây lộ quân là bọn Tông Hàn hội họp, xác định chiến lược đánh thẳng vào phủ Khai Phong (phủ thủ là đô thành Biện Kinh), sau đó chiếm lấy các châu huyện ở hạ du hai bên bờ Hoàng Hà. Tông Vọng quay lại chiếm Chân Định, giết tri phủ Lý Mạc, bắt 3 vạn hộ dân, thu hàng 5 huyện, rồi soái đại quân nam hạ.
Tháng 11, huyện Ngụy  đầu hàng. Các cánh quân Kim vượt Hoàng Hà, liên tiếp hạ được các thành trấn ở 2 bên bờ là huyện Lâm Hà , huyện Đại Danh , Đức Thanh quân , phủ Khai Đức , Tạc Thành , đến dưới chân thành Biện Kinh. Quân Kim đánh bại quân Tống giữ thành, đồng thời chia các tướng ngăn trở các lộ viện quân Tống. Không lâu sau, quân của Tông Hàn đến, 2 cánh quân cùng nhau hoàn thành công sự, chia nhau đánh thành. Ngày 25 tháng 11 nhuận, phá được thành. Ngày 2 tháng 12, Tống đế dâng biểu đầu hàng.
Tháng 3 năm Thiên Hội thứ 5 (1127), nhà Kim lập Thái tể Trương Bang Xương của Tống làm Sở đế. Tháng 4, Tông Vọng áp giải Tống Huy Tông, Tông Hàn áp giải Tống Khâm Tông cùng 470 người trong tông tộc, hoàng thất nhà Tống, đem theo một lượng lớn vàng bạc, của cải, sách vở lấy được ở Biện Kinh về bắc. Bắc Tống diệt vong, Tông Vọng soái quân bản bộ trở về Yên Kinh.

### Quản trị Hà Bắc
Từ năm Thiên Hội thứ 2 (1124), Tông Vọng hạ được Nam Kinh, Kim Thái Tông lập tức ban chiếu dụ quan lại ở đấy, đem mọi việc lớn nhỏ trình với Quân soái (chỉ Tông Vọng), không cần chuyển đạt lên triều đình.
Sau khi quân Kim chiếm được đại bộ phận khu vực Hoàng Hà về phía bắc, Thái Tông đặt Nguyên soái phủ nắm tất cả Quân – Chính sự vụ, chia cho hai vị Tả, hữu phó nguyên soái nắm quyền Hà Nam, Hà Bắc, người thời ấy gọi là "Đông triều đình, Tây triều đình". Hữu phó nguyên soái Tông Vọng nắm Yên Kinh xu mật viện cai quản Hà Bắc.
Ông cầm quyền trong 4 năm, dùng quan viên cũ của các nước Liêu, Tống là bọn Lưu Ngạn Tông, Trương Thông Cổ, Triệu Nguyên,… phụ tá; những phủ, châu, huyện nào khuyết quan viên đều tuyển người Hán có tài năng, danh vọng cho đảm nhiệm. Chọn lấy các quan viên tốt sai đi kêu gọi, phủ dụ những kẻ chiếm cứ thành, trại để tránh chiến loạn, khuyến khích bọn họ quay về làm ăn. Chỉ sau một thời gian ngắn, xã hội – kinh tế Hà Bắc bị chiến tranh tàn phá nặng nề đã phần nào khôi phục sản xuất.
Tháng 6 năm Thiên Hội thứ 5 (1127), hoăng.

## Vinh dự
Ban đầu Tông Vọng được táng ở Thượng Kinh. Khi Hải Lăng vương dời Đế lăng đến Phòng Sơn, vì ông là một trong những khai quốc công thần nên cũng được táng ở đấy.
Năm Thiên Hội thứ 13 (1135) thời Kim Hi Tông, ông được phong là Ngụy vương. Năm Hoàng Thống thứ 3 (1143), tiến phong Hứa quốc vương, lại dời phong Tấn quốc vương. Năm Thiên Đức thứ 2 (1150) thời Hải Lăng vương Hoàn Nhan Lượng, ông được tặng Thái sư, gia Liêu Yên quốc vương, phối thờ trong miếu của Kim Thái Tông. Năm Chánh Long thứ 2 (1157), bị giáng phong. Năm Đại Định thứ 3 (1162) thời Kim Thế Tông, đổi phong Tống vương.
Theo Tĩnh Khang bại sử tiên chứng do Xác Am, Nại Am (người đời Tống) biên soạn, Tông Vọng từng phản đối đề nghị phế truất cha con Tống đế của bọn Tông Hàn, nhưng không được Kim đế chấp thuận. Về sau quả nhiên Khang vương Triệu Cấu lên ngôi. Cũng theo sách này, Tông Vọng phát bệnh mà chết trong lúc chơi đá cầu.
Người Tống khinh bỉ Tông Hàn, gọi lầm tên ông ta là Niêm Hãn (thay vì Niêm Một Hát), nhưng lại vừa sợ vừa kính đối với Tông Vọng, gọi là Nhị thái tử, xem ông là hóa thân của quân Kim. Sau này người Tống gọi Tông Bật là Tứ thái tử, cũng là muốn sánh ông ta với Tông Vọng.